# Křekov
Křekov je obec v okrese Zlín ve Zlínském kraji. Žije zde 192 obyvatel.

## Název
Jméno vesnice bylo odvozeno od osobního jména Křek a znamenalo "Křekův majetek".

## Historie
První písemná zmínka o obci pochází z roku 1371 (Krzehow).

## Obyvatelstvo
| Rok            | 1869 | 1880 | 1890 | 1900 | 1910 | 1921 | 1930 | 1950 | 1961 | 1970 | 1980 | 1991 | 2001 | 2011 | 2021 |
| -------------- | ---- | ---- | ---- | ---- | ---- | ---- | ---- | ---- | ---- | ---- | ---- | ---- | ---- | ---- | ---- |
| Počet obyvatel | 260  | 291  | 287  | 270  | 280  | 269  | 289  | 279  | 274  | 252  | 197  | 172  | 163  | 166  | 181  |
| Počet domů     | 47   | 44   | 45   | 45   | 49   | 49   | 53   | 60   | 56   | 57   | 61   | 64   | 64   | 62   | 71   |

## Obecní správa
Mezi lety 1869–1960 Křekov byl obcí v okrese Uherský Brod (1869–1930) a později v okrese Valašské Klobouky (1949 - 1960). V letech 1961–1976 patřil jako část obce k Lipině-Křekovu v okrese Gottwaldov. Od 15. července 1976 do 31. prosince 1991 patřil jako část města k Valašským Kloboukům a od 1. ledna 1992 je opět samostatnou obcí v okrese Zlín (od 15. července 1976 do 31. prosince 1989 okres Gottwaldov).

### Obecní symboly
Znak a vlajka byly obci uděleny rozhodnutím předsedy Poslanecké sněmovny Parlamentu České republiky dne 14. března 2002.

## Pamětihodnosti
- Přírodní památka Podskaličí – lokalita šafránu bělokvětého
- Hložecká kaple - kaple z roku 1953 na místě dřívější mariánské kaple na kopci Hložec dva kilometry jihovýchodně od obce[11]

## Galerie

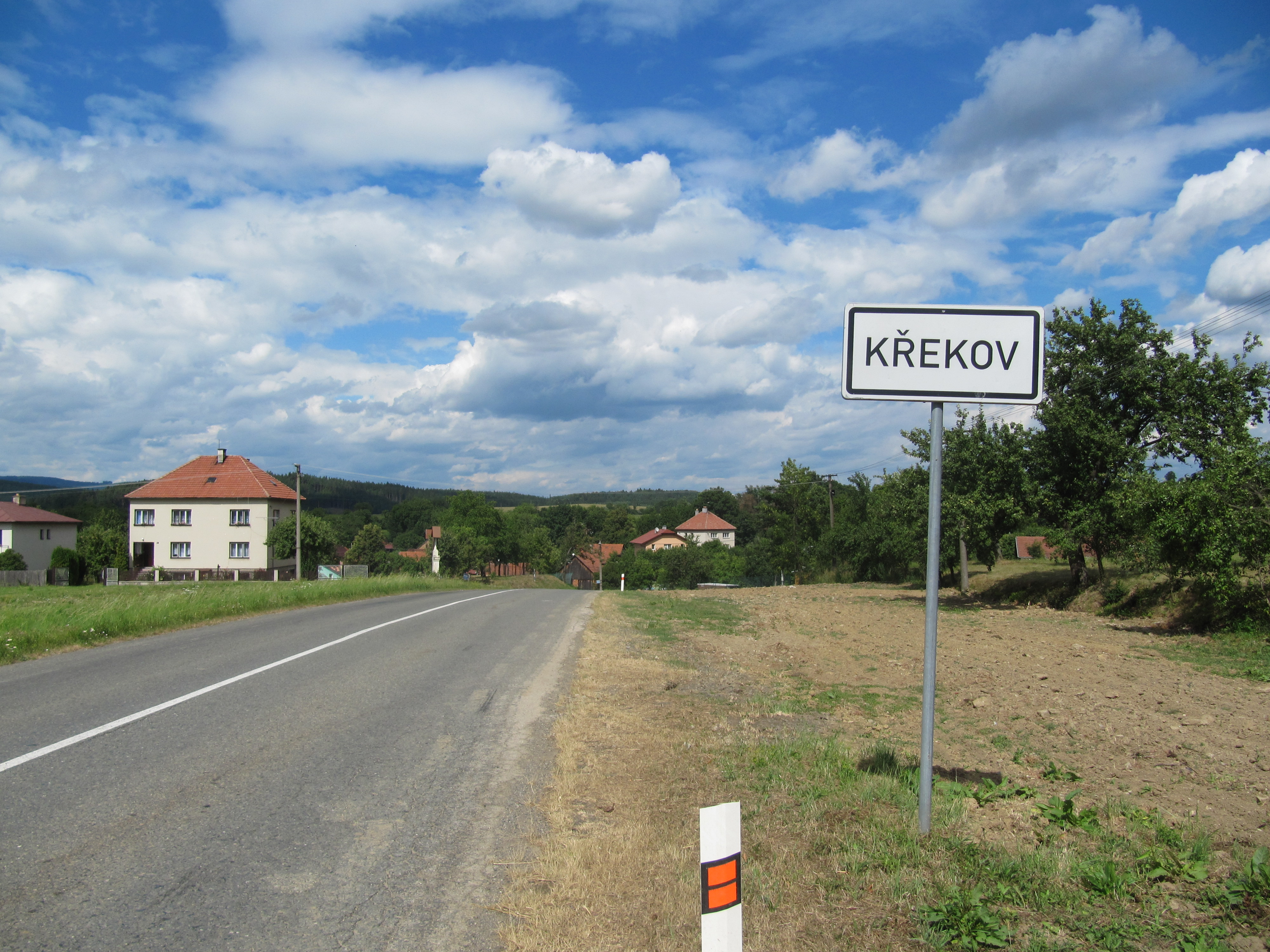
Tabule
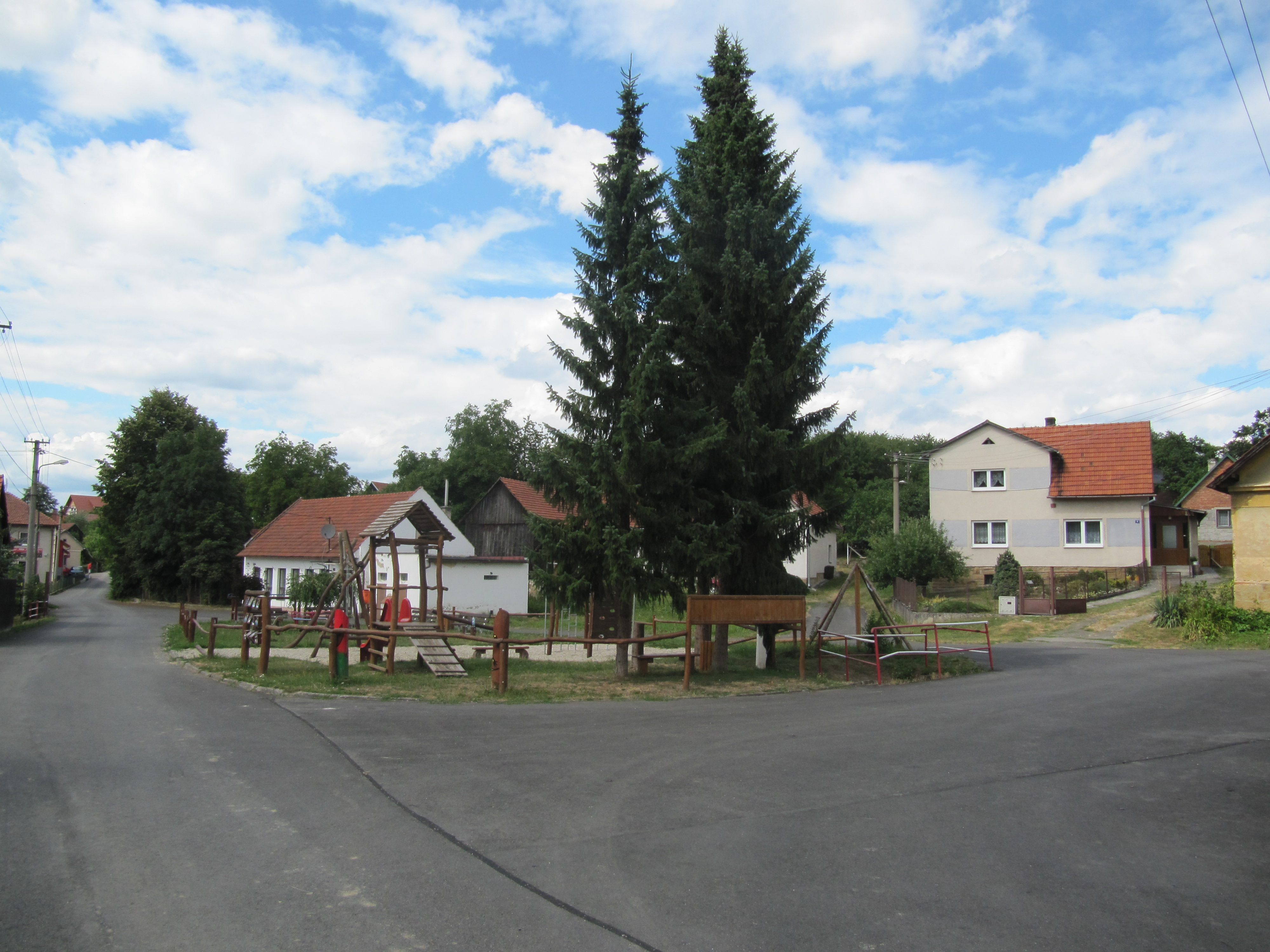
Náves
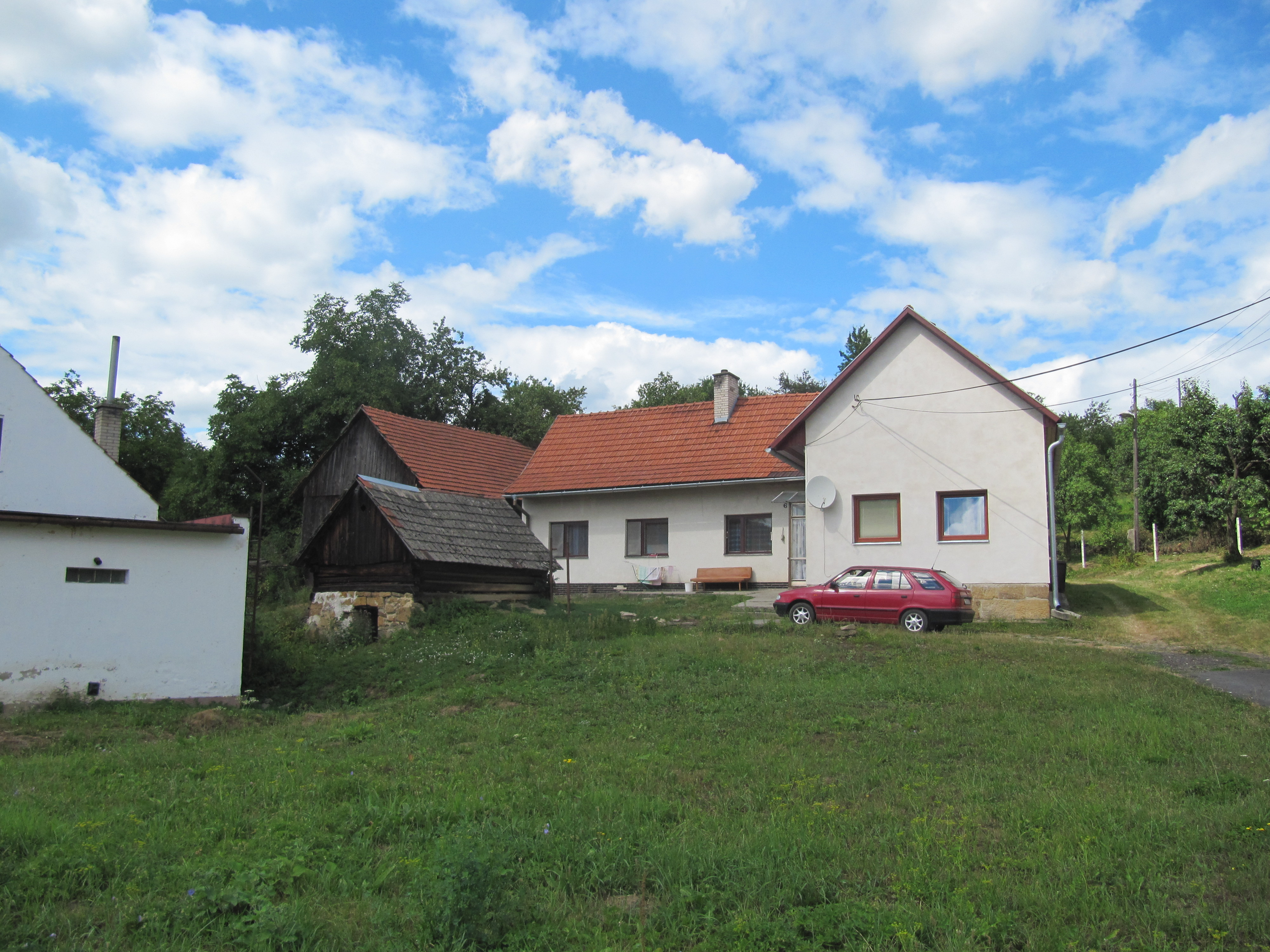
Dům se samostatně stojícím sklípkem
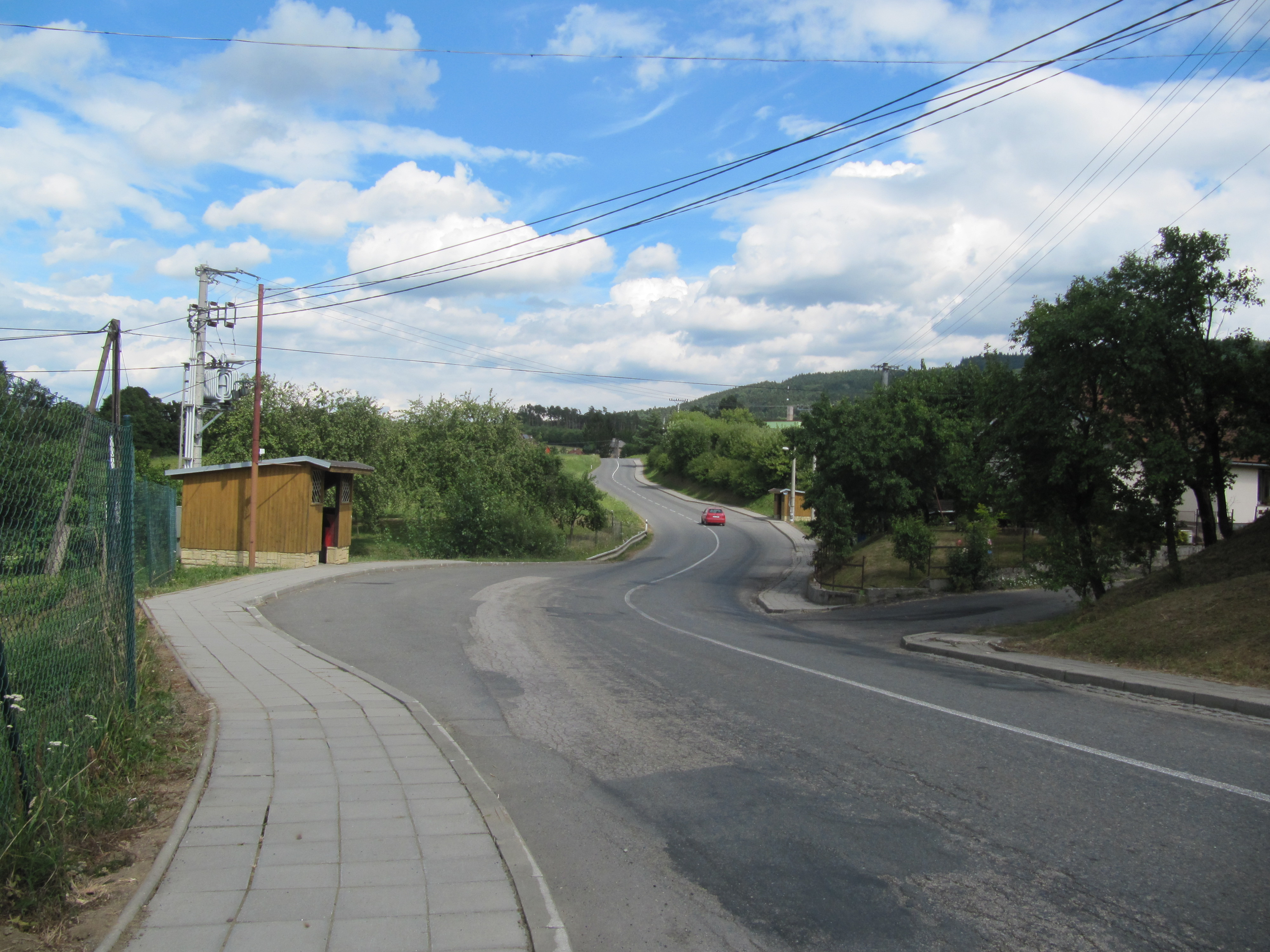
Hlavní ulice směr Valašské Klobouky